# Undaria
Az Undaria a sárgásmoszatok törzsébe tartozó nemzetség.

## Rendszerezés
A nemzetségbe az alábbi 4-5 faj tartozik:
- Undaria crenata Y.-P.Lee & J.T.Yoon, 1998
- Undaria distans Miyabe & Okamura
- Undaria peterseniana (Kjellmann) Okamura, 1915
- Undaria pinnatifida (Harvey) Suringar, 1873 - típusfaj
- Undaria undarioides (Yendo) Okamura, 1915